# Herochroma viridaria
Herochroma viridaria är en fjärilsart som beskrevs av Moore 1867. Herochroma viridaria ingår i släktet Herochroma och familjen mätare. Inga underarter finns listade i Catalogue of Life.